# Albert Weber (Automobilzulieferer)

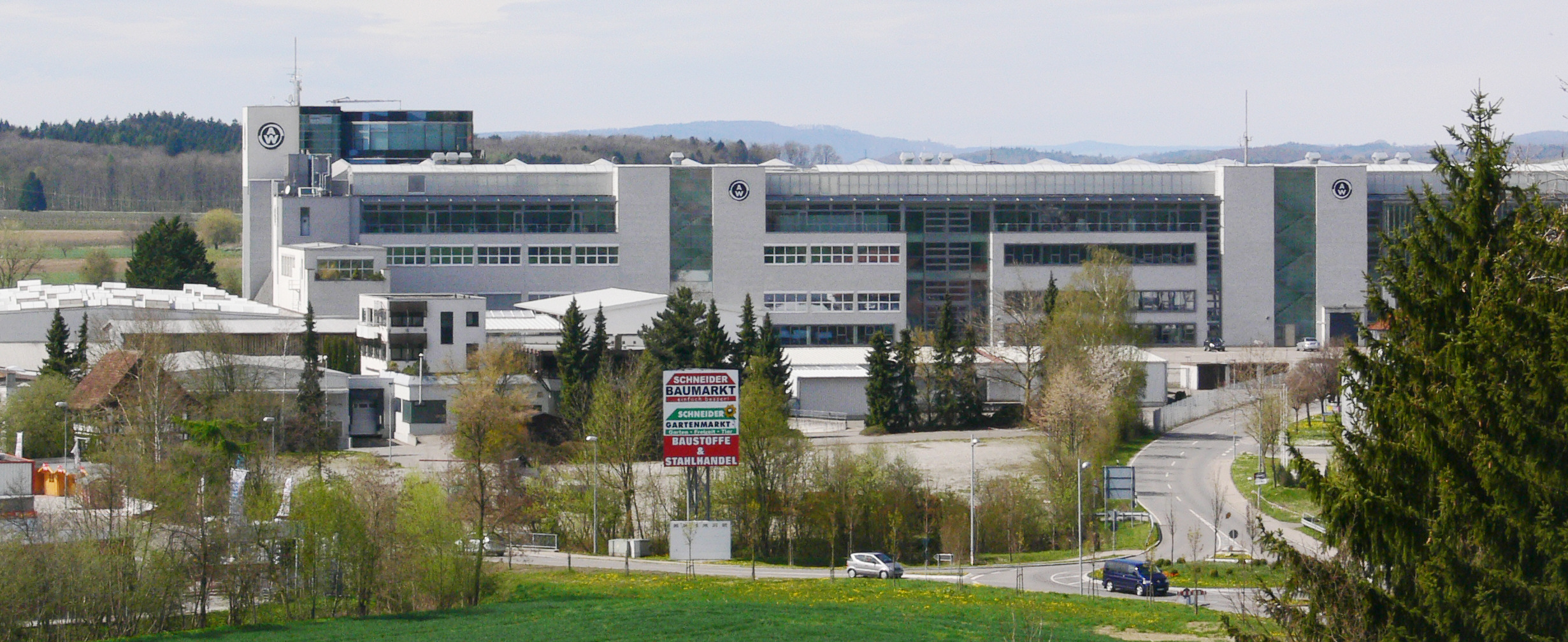
Unternehmenszentrale in Markdorf

Die Albert Weber GmbH, früher Weber Automotive, ist ein baden-württembergischer Automobilzulieferer aus Markdorf im Bodenseekreis. Das Unternehmen fertigt Motorblöcke, Zylinderköpfe und Getriebegehäuse. Jährlich werden rund 300.000 Zylinderkurbelgehäuse bearbeitet.
Neben dem Hauptsitz in Markdorf unterhält Weber Automotive Standorte in Neuenbürg, Bernau bei Berlin, St. Ingbert, Magdeburg, Auburn Hills und Esztergom, die eine Vielzahl internationaler Fahrzeug- und Motorenhersteller beliefern.

## Geschichte
Das Unternehmen wurde 1969 durch Albert Weber gegründet, der zu Beginn Drehteile für MTU und ZF Friedrichshafen auf einer alten Drehbank im Hühnerstall der Familie fertigte. Im Jahr 1976 übernahm Weber seinen ehemaligen Ausbildungsbetrieb, die Kyburz KG, bei dem er von 1964 bis 1968 eine Lehre als Werkzeugmacher absolviert hatte. Weber holte das Unternehmen mit 45 Mitarbeitern aus den roten Zahlen, verdreifachte in sieben Jahren das Produktionsvolumen und belieferte fortan Maschinenbauer wie Heidelberger Druckmaschinen und Schaeffler, sowie Automobilbauer wie BMW, Porsche und Daimler-Benz. 1987 folgte die Übernahme der Schramme GmbH und 1996 die Übernahme der Firma Jung aus Neuenbürg, die zu diesem Zeitpunkt doppelt so groß war wie Weber Automotive, sich jedoch in finanziellen Schwierigkeiten befand. Im Jahr 2010 wurde der Standort in Auburn Hills vom insolventen Automobilzulieferer Görtz & Schiele übernommen. Seit 2016 ist die französische Beteiligungsgesellschaft Ardian an Weber Automotive beteiligt, die Gründerfamilie Weber verblieb jedoch als wichtiger Minderheitseigner. Im Juni 2019 musste Weber Automotive Insolvenz anmelden. Als Grund für die Insolvenz wurde unter anderem ein Streit zwischen Ardian und der Familie Weber über eine benötigte Kapitalerhöhung angeführt. Ardian stellte im Juli 2019 Strafanzeige wegen Betruges gegen die Altgesellschafter. Im Jahr 2020 kaufte die Gründerfamilie große Teile des insolventen Unternehmens im Rahmen eines Asset Deals zurück. Für das Unternehmen gilt aktuell kein Tarifvertrag. Die IG Metall kritisiert das und möchte eine Tarifbindung herstellen.